# Духовный минимализм
Духовный минимализм (англ. holy minimalism) — термин, используемый в англоязычной музыкальной публицистике для описания произведений ряда композиторов классической музыки конца XX века. Композиции отличаются минималистской композиционной эстетикой и религиозными или мистическими сюжетами.
С ростом популярности минималистской музыки в 1960-х и 1970-х годах, которая во многом резко порывала с преобладающей музыкальной эстетикой сериализма и алеаторики, многие композиторы, опираясь на работы таких минималистов как Терри Райли, Филип Гласс и Стив Райх, начали работать в принципиально упрощённых структурах, с более простыми мелодиями и гармониями. Этот переход был расценен по-разному, как музыкальный постмодернизм и как нео-романтизм.
В 1970-х годах а затем и в 1980-х и 1990-х годах, ещё несколько композиторов начали работать с подобными эстетическими формами — радикально упростив композиционные материалы, прочно основываясь на тональности или модальности и используя простые, повторяющиеся мелодии, — но с явно религиозной ориентацией. Многие из этих композиторов черпали вдохновение в музыке эпохи Возрождения, в средневековой музыке или в литургической музыке православных церквей, некоторые из которых в богослужениях используют только пение а капелла. Среди них были Арво Пярт (православный эстонец), Джон Тавенер (британский композитор, принявший православие), Хенрик Гурецкий (польский католик), Алан Хованесс (самый ранний мистический минималист), София Губайдулина, Гия Канчели, Ганс Отте, Петерис Васкс и Владимир Годар.
Несмотря на то, что их упоминают в одном ряду, сами композиторы, как правило, не используют этот термин, и их нельзя объединить в единую «школу» или назвать группой единомышленников.
Записи сыграли важную роль в популяризации термина, так как все трое из наиболее известных «святых минималистов» (Арво Пярт, Хенрик Гурецкий, Джон Тавенер) имели значительный успех в продажах компакт-дисков. Запись Симфонии № 3 Гурецкого в 1992 году разошлась тиражом более миллиона копий. Несколько записей Джона Тавенера были выдвинуты на премию Mercury Prize. Арво Пярт имеет долгосрочный контракт с ECM Records.